# 歩武の駒
『歩武の駒』（あゆむのこま）は、村川和宏による将棋をテーマとした漫画作品。監修は棋士の深浦康市。
『週刊少年サンデー』（小学館）において1999年14号から2000年16号まで連載された。単行本は「少年サンデーコミックス」より全5巻が刊行された。村川和宏のデビュー作である。
週刊少年サンデーでは『駒が舞う』以来久々の将棋を題材とした。1998年12月にライバル誌の週刊少年ジャンプで連載開始された『ヒカルの碁』が後年囲碁ブームを引き起こす程の好評となり、事実上同作に対抗した作品であった。本作の尾花沢名人は作者の後作「マサルの一手!」にも登場している。

## あらすじ
16歳の雪村歩武は、5年前に両親が交通事故で亡くなり、6年前まで幼馴染みの北山桂子と競い合っていた将棋への情熱が冷めきっていた。親戚の家から独り立ちし、かつて両親や桂子と過ごした出身地の高校へ転入。そこで幼き頃の別れ際で交わした約束通り、奨励会の三段として活躍する桂子と偶然に再会。桂子との対局を通じて歩武の情熱が目を覚ます。再びプロ棋士を目指し、強者達との対局を重ねて頭角を現して行く。

## 登場人物
雪村歩武（ゆきむら あゆむ）
本作の主人公。16歳-17歳の高校2年生。5年前に両親が交通事故で亡くなり、親戚の家で暮らしてきたが独り立ちし、両親の墓標のあるかつて住んでいた町に戻ってきた。コンビニや牛乳配達などアルバイトを掛け持ちをしながらアパートで自活している。桂子と同じクラスに転入し、再会したのを機に再び将棋を指すようになる。小学生の頃に両親の仕事の都合で引越で桂子と別れて以来、6年間将棋を指していないというブランクがあったが、それでも奨励会三段の桂子を打ち負かす程の実力だった。
将棋は相手が誰であれ、誰の挑戦でも受ける。四間飛車が得意で、定跡に囚われず臨機応変に進めるスタイルは、豊かな創造力の持ち主であると尾花沢らに一目置かれる。自らの意志で最上の弟子になり、奨励会に1級で合格したが、師匠の最上が真剣師と賭け将棋を指していたことから合格は取り消しに遭う。歩武の熱心な思いが日本将棋連盟会長の天童に伝わり、奨励会入りが認められ、対局を重ねる。7年後を舞台とした最終話では名人位に輝き、3勝3敗で迎えた名人戦第7局を師匠の最上と戦った。恋愛感情については鈍感であり、誰にでも優しく接する。
北山桂子（きたやま けいこ）
歩武の幼なじみ。歩武と幼い頃の約束を果たすため尾花沢の弟子になって奨励会入りし、プロ棋士を目指す三段リーグ在籍の奨励会員。守りが得意で、通称「守りの北山」。歩武を将棋の世界に引き戻した張本人である。歩武に恋心を抱いている。最終話では歩武、楯岡と同じくプロ棋士になっている。
楯岡将一（たてお しょういち）
三段リーグに在籍している奨励会員。幸子という彼女がいる。関西奨励会に在籍しており、関西弁でしゃべる。かなりのお調子者で、歩武と対局した際、「制限時間は30分」と言っておきながら30分過ぎても決着がつかなかったのを見て、「勝負が着くまで延長や」と言って彼女とのデートを忘れてしまう。最終話では歩武、桂子と同じくプロ棋士になっているが、三人のなかでは一番プロ入りが遅かった。
尾花沢孝（おばなざわ たかし）
日本将棋連盟七段の専門棋士。桂子の師匠で歩武の実力を認めた。龍を使って攻めることにこだわり、C級2組に降級した同門の最上に「龍を捨てろ」と言い、最上を真剣師に落としてしまった。既婚者。作者の後作である「マサルの一手!」にも登場し、八段に昇進して大辻綾乃（小学5年生）の師匠となっている。
最上聡士（もがみ さとし）
日本将棋連盟五段の専門棋士。歩武の師匠。龍を使って攻めることにこだわっている棋士で、「黒き龍」の異名を持つ。C級2組に降級したとき、同門の尾花沢に「龍を捨てろ」と言われて、尾花沢を憎みながら将棋界から決別して真剣師に落ちてしまった。そして歩武が奨励会に1級で合格した時、真剣師と賭け将棋を指していたことから日本将棋連盟から除名処分にされるが、歩武の熱心な思いによって半年間の謹慎処分、C級2組からの復帰を条件に除名を免れた。最終話では名人戦挑戦者になり、3勝3敗で迎えた名人戦第7局を弟子の歩武と戦った。

## 書誌情報
- 小学館少年サンデーコミックス。全5巻。
  - 第1巻 1999年7月17日発売 ISBN 978-4091255914
  - 第2巻 1999年9月18日発売 ISBN 978-4091255921
  - 第3巻 1999年12月10日発売 ISBN 978-4091255938
  - 第4巻 2000年3月18日発売 ISBN 978-4091255945
  - 第5巻 2000年5月18日発売 ISBN 978-4091255952